# Maurice Berger (médecin)
 (janvier 2025).
Pour les articles homonymes, voir Maurice Berger et Berger (homonymie).
Maurice Berger est un médecin français, né le 28 novembre 1946. Il est spécialisé en pédopsychiatrie et psychiatrie pour adultes, et est un spécialiste internationalement reconnu de la violence chez les enfants.

## Travaux en protection de l'enfance
De 1979 à 2014, Maurice Berger crée et dirige au CHU de Saint-Étienne le seul service hospitalier français consacré aux soins des enfants placés à l'aide sociale à l'enfance, souvent extrêmement violents.
Il crée le terme de « visites médiatisées » (concernant les rencontres parents-enfant dans un lieu institutionnel en présence d’un tiers), et théorise cette pratique.

## Enseignement
En 1992, titulaire d’une habilitation à diriger des recherches, Maurice Berger est nommé professeur associé de psychopathologie de l’enfant à l’université Lyon-2 jusqu’en 2003. 
De 2014 à 2021, il est directeur de sessions de formation à l’École nationale de la magistrature, et parrain du Cycle approfondi de la justice des mineurs de 2020 à 2022. 
En 1999, il obtient, sous la tutelle du professeur de médecine légale Marie-France Mamzer, la création du seul diplôme universitaire français « Expertise légale en pédopsychiatrie et en psychologie clinique de l’enfant » à l’université Paris-Cité, en collaboration avec les médecins Jean-Marc Benkemoun et Pierre Lévy-Soussan.

## Positionnements
De 1972 à 1974, M. Berger a pratiqué bénévolement des avortements illégaux dans le cadre de l’association « Choisir-Lyon » afin de créer un état de fait avant le vote de la loi Veil.
Pour ce qui concerne la violence chez les mineurs, Maurice Berger est partisan de courtes peines de prison ferme « dès la première violence importante » et dont l’application est rapide. « Ces courtes peines doivent aussi s’accompagner d’une lourde peine de sursis qui joue le rôle d’une épée de Damoclès » à l’exemple, selon lui, des Pays-Bas.

## Publications
- Mourir à l'hôpital, éditions du Centurion, 1974, 219 p.  (ISBN 9782227030060)
- La Folie cachée des hommes de pouvoir, Albin Michel, 1993, 163 p.  (ISBN 9782226066121)
- Mes parents se séparent, Albin Michel, 2003, 160 p.  (ISBN 9782226137586)
- Les Séparations à but thérapeutique, éditions Dunod, 2011, 224 p.  (ISBN 9782100553617)
- Soigner les enfants violents : Traitement, prévention, enjeux, Dunod, 2012, 320 p.  (ISBN 9782100574148)[6]
- L'Enfant instable, Dunod, 2013, 180 p.  (ISBN 9782100701407)
- Voulons-nous des enfants barbares ? Prévenir et traiter la violence extrême, Dunod, 2013, 256 p.  (ISBN 9782100701421)
- Ces enfants qu'on sacrifie... Réponse à la loi réformant la protection de l'enfance, Dunod, 2014, 192 p.  (ISBN 9782100709885)[7]
- L'Enfant et la souffrance de la séparation : divorce, adoption, placement, rééd. Dunod, 2014, 176 p.  (ISBN 9782100709748)
- L'Échec de la protection de l'enfance, Dunod, 2014, 280 p.  (ISBN 9782100706020)
- De l'incivilité au terrorisme : comprendre la violence sans l'excuser, Dunod, 2018, 224 p.  (ISBN 9782100778898)
- Sur la violence gratuite en France : adolescents hyper-violents, témoignages et analyse, éditions L'Artilleur, 2019, 180 p.  (ISBN 9782810009237)
- Faire face à la violence en France, le rapport Berger, éditions L'Artilleur, 2021, 168 p.
- Avec Sophie Audugé, L’Éducation sexuelle à l’école, éditions Artège, 2024.